# Comté de Modoc
Pour les articles homonymes, voir Modoc.
Le comté de Modoc (en anglais : Modoc County) est un comté situé à l'extrême nord-est de l'État de Californie, aux États-Unis. Il est bordé au nord par l'Oregon et à l'est par le Nevada. Lors du recensement de 2020, il compte 8 700 habitants. Son siège est Alturas, seule ville incorporée du comté.

## Histoire
En 1850, le territoire du comté fut rattaché au Territoire de l'Utah puis incorporé au Territoire du Nevada lors de sa constitution en 1861. Lorsque ce dernier fut érigé en État en 1864, ce qui allait devenir le comté de Modoc fut transféré à la Californie où il devint d'abord une part du comté de Shasta, puis une part du comté de Siskiyou. Le comté fut finalement créé le 17 février 1874.
Le 5 mai 1874, les électeurs choisirent Lake City comme siège de comté. Mais leur vote ne fut pas respecté et Alturas, qui avait une population supérieure et une position plus centrale, hérita de la fonction.
Il doit son nom aux Modocs, un peuple amérindien qui vivait à cheval sur l'Oregon et la Californie, dans la région du lac Klamath, de Lost River et à proximité du lac Tule. Un ensemble de tensions entre les Modocs et les colons blancs conduisit les amérindiens à quitter leurs lieux traditionnels de résidence pour s'installer en 1864 plus au nord dans la réserve de la haute vallée du Kalmath (Oregon). Cette installation fut de courte durée et sous la pression de leurs ennemis traditionnels, les Klamaths, ils redescendirent, en 1870, vers la Lost River. Les heurts qui en découlèrent avec les colons blancs déclenchèrent, en 1872-1873, une guerre entre les Modocs et l'armée américaine.
Durant la Seconde Guerre mondiale, un camp d'internement pour américano-japonais fut installé dans le comté au sud de Newell.

## Géographie
Selon le Bureau du recensement des États-Unis, le comté a une superficie de 10 887 km2. Avec 0,93 hab./km2, il s'agit du comté le moins densément peuplé de Californie.
Le Lava Beds National Monument, une réserve naturelle s'étendant dans le comté voisin de Siskiyou, occupe une partie du territoire du comté au nord-ouest. En dessous, la bordure est marquée par les hautes terres prolongeant le Medicine Lake, le plus large volcan bouclier des États-Unis.
La moitié nord du comté est occupée par le plateau de Modoc, une formation géographique d'origine volcanique sur laquelle s'étend pour l'essentiel la forêt nationale de Modoc, un espace forestier protégé de 6,695 km2.
Au sud du plateau, on trouve Big Valley et Warm Springs Valley qui appartient au réseau hydrographique de la Pit River.
L'est du comté est dominé par les Warner Mountains, une chaîne de montagnes s'étendant sur une centaine de kilomètres parallèlement à la frontière est et dont le plus haut sommet est le Eagle Peak (3 016 m). Entre cette chaîne de montagnes et la frontière du comté prend place Surprise Valley, la bordure ouest du Grand Bassin.
Au sud d'Alturas s'étend le Modoc National Wildlife Refuge, un lieu de préservation de la vie sauvage fondé en 1961 qui accueille durant les migrations d'été et d'automne une population d'oiseaux d'eau migrateurs fort variée.

### Villes
- Adin
- Alturas
- California Pines
- Canby
- Cedarville
- Davis Creek
- Day
- Eagleville
- Fort Bidwell
- Lake City
- Likely
- Lookout
- Newell
- New Pine Creek
- Stronghold
- Tionesta

### Réserves naturelles

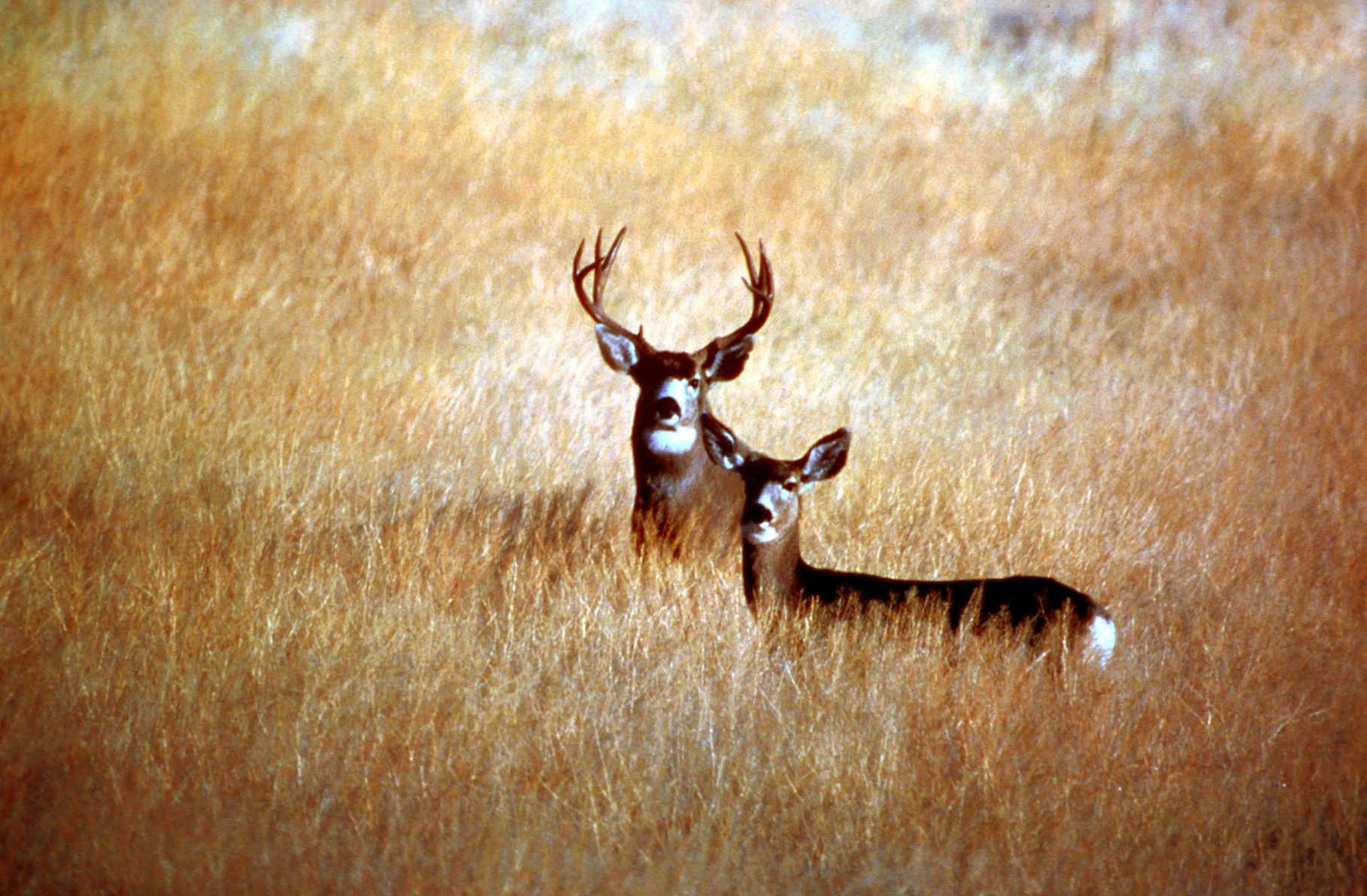
Cerf hémione dans le comté de Modoc.

- Clear Lake National Wildlife Refuge
- Lava Beds National Monument
- Forêt nationale de Modoc
- Shasta-Trinity National Forest
- Refuge faunique national de Tule Lake

## Démographie
| 1880  | 1890  | 1900  | 1910  | 1920  | 1930  |
| ----- | ----- | ----- | ----- | ----- | ----- |
| 4 399 | 4 986 | 5 076 | 6 191 | 5 425 | 8 038 |

| 1940  | 1950  | 1960  | 1970  | 1980  | 1990  |
| ----- | ----- | ----- | ----- | ----- | ----- |
| 8 713 | 9 678 | 8 308 | 7 469 | 8 610 | 9 678 |

| 2000  | 2010  | 2020  | - | - | - |
| ----- | ----- | ----- | - | - | - |
| 9 449 | 9 686 | 8 700 | - | - | - |

| Groupe            | Comté de Modoc | Californie | États-Unis |
| ----------------- | -------------- | ---------- | ---------- |
| Blancs            | 83,5           | 57,6       | 72,4       |
| Autres            | 7,0            | 17,0       | 6,2        |
| Métis             | 3,8            | 4,9        | 2,9        |
| Amérindiens       | 3,8            | 1,0        | 0,9        |
| Afro-Américains   | 0,9            | 6,2        | 12,6       |
| Asiatiques        | 0,8            | 13,1       | 4,8        |
| Océaniens         | 0,2            | 0,4        | 0,2        |
| Total             | 100            | 100        | 100        |
|                   |                |            |            |
| Latino-Américains | 13,9           | 37,6       | 16,7       |

Selon l'American Community Survey, pour la période 2011-2015, 87,54 % de la population âgée de plus de 5 ans déclare parler l'anglais à la maison, 10,32 % déclare parler l'espagnol, 0,76 % l'italien, 0,62 % le français et 0,76 % une autre langue.

## Politique
C'est le comté le plus républicain de Californie et le dernier candidat démocrate à l'élection présidentielle à  avoir remporté la majorité fut Lyndon B. Johnson en 1964.